# Alessio Delpiano
Alessio Delpiano (Settimo Torinese, 2 agosto 1969) è un allenatore di calcio, dirigente sportivo ed ex calciatore italiano, tecnico del Valcalepio.

## Carriera

### Giocatore
In carriera ha totalizzato 76 presenze (segnando 4 reti) in Serie B con le maglie di Brescia, Monza ed Alzano.

### Direttore sportivo
Dopo l'abilitazione, ha rivestito il ruolo di direttore sportivo del Pergocrema dal 2007 al 2009.

### Allenatore
Ad inizio della stagione 2011-2012 viene nominato allenatore del Lecco in coppia con Alfredo Magni. Il 4 ottobre 2011 la coppia viene esonerata dall'incarico dopo cinque giornate, in cui ha subìto 4 sconfitte che hanno portato la squadra all'ultimo posto in classifica.
Nel 2012 allena l'Olginatese, in Serie D.
Nel maggio 2014 si accorda con il Castiglione, altro club di Serie D, con il quale poi vince il girone B, guadagnando la promozione in Lega Pro.
In seguito alla mancata iscrizione del Castiglione alla Lega Pro, il 6 luglio 2015 diventa il tecnico del Monza. Il 6 gennaio 2016 viene sollevato dall'incarico.
L'11 marzo 2016, dopo undici giornate, viene richiamato dalla società lombarda al posto dell'esonerato Walter Salvioni.
Il 6 giugno 2016 diventa il tecnico della Pro Sesto, in Serie D con cui ottiene la salvezza alla guida dei biancoblú.
Il 1º luglio 2017 viene ufficializzato dal Lecco come nuovo allenatore della prima squadra venendo però esonerato il 25 settembre dalla società lombarda dopo un avvio altalenante, due giorni più tardi viene reintegrato al suo posto dopo la rinuncia di Luciano De Paola di guidare i lariani, i blucelesti riprendono a scalare la classifica per poi ritornare in crisi all'inizio di gennaio e dopo la sconfitta subita in casa contro la Virtus Bergamo all'ultimo minuto, viene esonerato definitivamente dal presidente Di Nunno.
Il 24 maggio 2018 viene richiamato alla guida dell'Olginatese in Serie D.
Per la stagione 2019-20 è sulla panchina del Valcalepio.
Il 3 Novembre 2021, assume la guida del Villa Valle, in serie D. Il 22 febbraio 2022, con la squadra ultima in classifica, viene sollevato dall'incarico.
Nell'estate 2022 torna sulla panchina della Brianza Olginatese, squadra appena retrocessa in Eccellenza. A fine stagione non viene confermato.
Il 1º luglio 2023 torna sulla panchina del Valcalepio, club appena retrocesso in Promozione. Dopo un torneo dominato, riesce a riportare la squadra in Eccellenza.
Dal 13 maggio 2024 allena lo Scanzorosciate, in Eccellenza Lombardia, portandolo in serie D al termine della stagione 2024-25 

## Palmarès

### Giocatore

#### Competizioni nazionali
- Campionato italiano Serie C1: 1

Alzano: 1998-1999
- Coppa Italia Serie C: 1

Monza: 1990-1991

### Allenatore

#### Competizioni nazionali
- Serie D: 1

Castiglione: 2014-2015